# Callopanchax huwaldi
Callopanchax huwaldi är en fiskart som först beskrevs av Berkenkamp och Etzel, 1980.  Callopanchax huwaldi ingår i släktet Callopanchax och familjen Nothobranchiidae. Inga underarter finns listade.